# Bản đồ công nghệ
Bản đồ công nghệ (tiếng Anh: technology map, viết tắt: T-Map) là tài liệu mô tả những thông tin về: số lượng, chủng loại công nghệ; trình độ, năng lực công nghệ; xuất sứ và đối tượng sở hữu công nghệ; khả năng ứng dụng và khai thác công nghệ; tầm quan trọng và giá trị công nghệ,... Bản đồ công nghệ cho biết hiện trạng công nghệ của một tổ chức, một doanh nghiệp, một ngành, một quốc gia, làm cơ sở quan trọng cho việc xây dựng định hướng đổi mới, phát triển công nghệ.

## Một số khái niệm
- Bản đồ công nghệ là một dạng tài liệu mô tả, phân tích hiện trạng, khả năng sử dụng công nghệ tại một thời điểm xác định; tương quan giữa các loại công nghệ; xu hướng phát triển công nghệ.[1][2]
- Bản đồ công nghệ là kế hoạch phát triển công nghệ mà trong đó xác định rõ các mục tiêu ngắn hạn, dài hạn của một đối tượng chủ thể (tổ chức, doanh nghiệp, ngành, lĩnh vực...) và những công nghệ cần được làm chủ để đáp ứng các mục tiêu này[3][4].
- Bản đồ công nghệ là tài liệu phân tích sự phát triển của công nghệ từ lúc còn là những đề án nghiên cứu đến khi thực sự là một công nghệ được ứng dụng trong cuộc sống[5].